# Bheki Cele

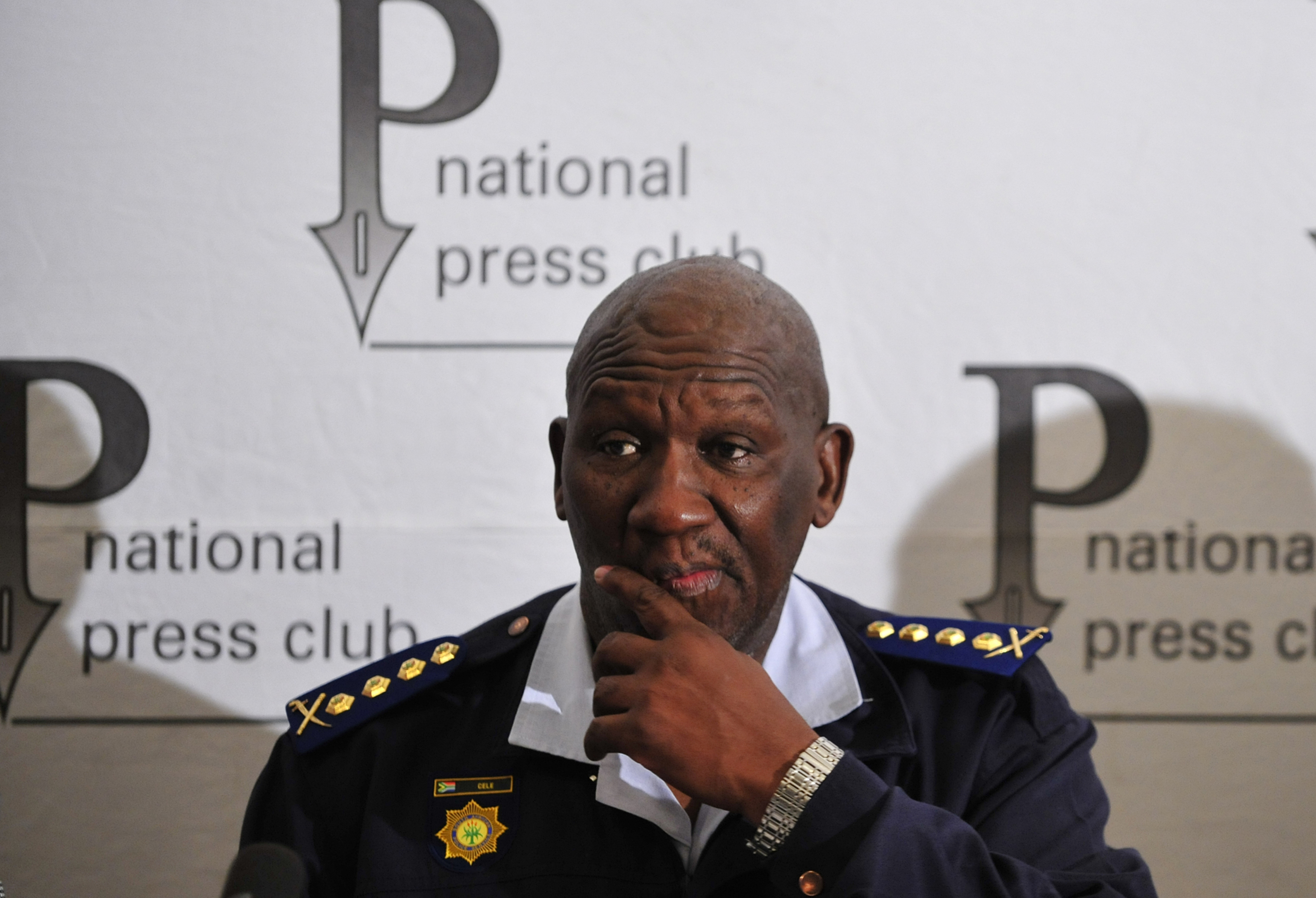
Cele (2010)

Bhekokwakhe Hamilton „Bheki“ Cele [ǀɛlɛ] (* 22. April 1952 in uMzumbe Mission bei Port Shepstone) ist ein südafrikanischer Politiker (African National Congress, ANC) und ehemaliger Polizeifunktionär. Seit 2018 ist er Polizeiminister des Landes.

## Leben
Cele wurde als Sohn von Golford Cele, einem Vorarbeiter bei den South African Railways, und Albertina Mtshali geboren. Seine Mutter starb, als er neun Monate alt war, sein Vater einige Jahre später. Er zog nach Lamontville zu Verwandten, wo er sein Matric bestand. Er erwarb ein Lehramtsdiplom und unterrichtete anschließend an der Mbumbulu School. Er trat in den ANC ein und gründete mit anderen Lehrern die National Education Union of South Africa, den Vorläufer der South African Democratic Teachers’ Union. Er engagiert sich in der United Democratic Front. Cele lernte den späteren Präsidenten Jacob Zuma kennen, der ihm 1984 zur Flucht verhalf. In Angola wurde Cele als Mitglied des Umkhonto we Sizwe militärisch ausgebildet. Bei seiner Rückkehr nach Südafrika im Jahr 1987 wurde er festgenommen und auf Robben Island inhaftiert. 1990 wurde er freigelassen und nahm seine Tätigkeit für den ANC wieder auf.
Seit 1994 gehört Cele der Provincial Legislature von KwaZulu-Natal an. Unter anderem engagierte er sich im Programm Operation kuShunquthuli für den Bau von Straßen in ländlichen Gebieten.
2009 wurde Cele zum Leiter (National Commissioner) des South African Police Service (SAPS) berufen. Er führte in seiner Amtszeit militärische Rangbezeichnungen ein, etwa General für seine eigene Position. 2010 war er für die polizeiliche Begleitung der Fußball-Weltmeisterschaft in Südafrika verantwortlich. Im Oktober 2011 wurde Cele wegen Korruptionsverdacht suspendiert und im Juni 2012 entlassen. Ihm wurde vorgeworfen, zwei ungesetzliche Verträge über Immobilien im Wert von 1,7 Milliarden Rand abgeschlossen zu haben.
Anfang 2014 versuchte Cele, die Veröffentlichung des Berichts zur Privatresidenz von Präsident Zuma durch die Public Protector Thuli Madonsela hinauszuzögern, nachdem diese ihm in dieser Sache Versagen in seiner Amtszeit vorgeworfen hatte.
Nach den Wahlen im April 2014 wurde Cele Deputy Minister im Ministry of Agriculture, Forestry and Fisheries, etwa: „Stellvertretender Minister im Ministerium für Landwirtschaft, Forstwirtschaft und Fischerei“; 2018 berief ihn Cyril Ramaphosa als Polizeiminister in sein Kabinett. Auch dem Kabinett Ramaphosa II gehört Cele an.
Cele ist Mitglied des National Executive Committee des ANC.